# Вовчок соняшниковий
Вовчок соняшниковий (Orobanche cumana) — вид рослин з родини вовчкових (Orobanchaceae), поширений у південній і східній Європі, помірній Азії та індійському субконтиненті.

## Опис
Однорічна та дворічна рослина заввишки 15–40 м. Стебла 15–50 см заввишки, численні, біля основи потовщені, бурі, борошнисто-залозисті, а іноді майже голі, з небагатьма лусочками, 5–10 мм завдовжки. Суцвіття циліндричне, спочатку густе, потім довгасте, багатоквіткове. Квітки пониклі, 12–20 мм завдовжки. Віночок зовні голий, усередині під місцем виходу тичинки з волосками, колінчасто зігнутий, трубчастий, внизу білий, до зіву слабо забарвлений, з фіолетово-блакитним відгином, з дрібними, майже рівними губами, верхня губа з целокраїми або нерівно-зарубчатими лопатями, нижче зі зморшками.

## Поширення
Поширений у південній і східній Європі, помірній Азії та індійському субконтиненті.
В Україні це адвентивна рослина, яка зростає на полях, городах, біля доріг — у Закарпатській обл. (Ужгородський р-н, с. Дравці), дуже рідко; у Лісостепу, Степу та Криму, зазвичай. Паразитує переважно на коренях соняшнику, де росте у великих кількостях, рідше на коренях тютюну і помідорів. Переходить також на дикорослі p. нетреби й полину).